# دائرة العوينات
دائرة العوينات إحدى دوائر ولاية تبسة الجزائرية .  
- بوخضرة
- العوينات